# Xã Donnelly, Quận Stevens, Minnesota
Xã Donnelly (tiếng Anh: Donnelly Township) là một xã thuộc quận Stevens, tiểu bang Minnesota, Hoa Kỳ. Năm 2010, dân số của xã này là 100 người.